# خميستي (ولاية تيبازة)
خميستي هي إحدى بلديات دائرة بو إسماعيل ولاية تيبازة الجزائرية تقع غرب الجزائر العاصمة كانت تسمى في السابق chiffalo(شيفالو) تعتبر خميستي مدينة ساحلية تبعد بحوالي 46 كلم على الجزائر العاصمة ، كما أنها تتواجد بين مدينة الجزائر و مدينة تيبازة الساحلية مقر الولاية التي تبعدها بحوالي 20 كلم، لها جزء جنوبي وجزء شمالي مطل على البحر، الجزء الجنوبي خميستي المدينة وجزء الشمالي خميستي ميناء، يحدها من الشرق بلدية بو إسماعيل و من الغرب بلدية بوهارون و من الجنوب كل من بلديتي الشعيبة وحطاطبة و من الشمال البحر الأبيض المتوسط

## التسمية
سميت تيفيشون منذ إنشائها، وتم تغيير اسمها إلى خميستي في عام 1964 تكريما لروح المناضل محمد خميستي الذي اغتيل سنة 1963.

## تاريخ

### مدينة خميستي
خلال فترة الاستعمار الفرنسي، تم إنشاء قرية استعمارية ليست بعيدة عن ضريح سيدي بلحسين، وسمية عليها اسم تَفَشُّون
أصبحت بلدية كاملة في 31 يناير 1898 ، بما في ذلك قرى تَفَشُّون وشيفالو. بعد الاستقلال، أصبحت تنتمي إلى بلدية بوإسماعيل حتى عام 1984 عندما تم إعادة إنشائها

### ميناء خميستي
تأسست قرية الصيد Chiffalo في وقت لاحق في عام 1872 من قبل المستوطنين الصقليين من قرية Cefalu.

## جغرافيا
| البحر الأبيض المتوسط | البحر الأبيض المتوسط | بوهارون |
| بو إسماعيل           | إسم ؟                | بوهارون |
| الشعيبة              | الشعيبة              | حطاطبة  |